# خليلة ده (أوجان الشرقي)
خلیلة ده (بالفارسية: خلیله‌ده) هي مستوطنة تقع في إيران في قسم أوجان الشرقي الريفي. يقدر عدد سكانها بـ 385 نسمة .